# ويلهلم شميتز
ويلهلم شميتز (بالألمانية: Wilhelm Schmitz)‏ (و. 1864 – 1944 م) هو مهندس معماري ألماني، توفي عن عمر يناهز 80 عاماً.